# P1/E

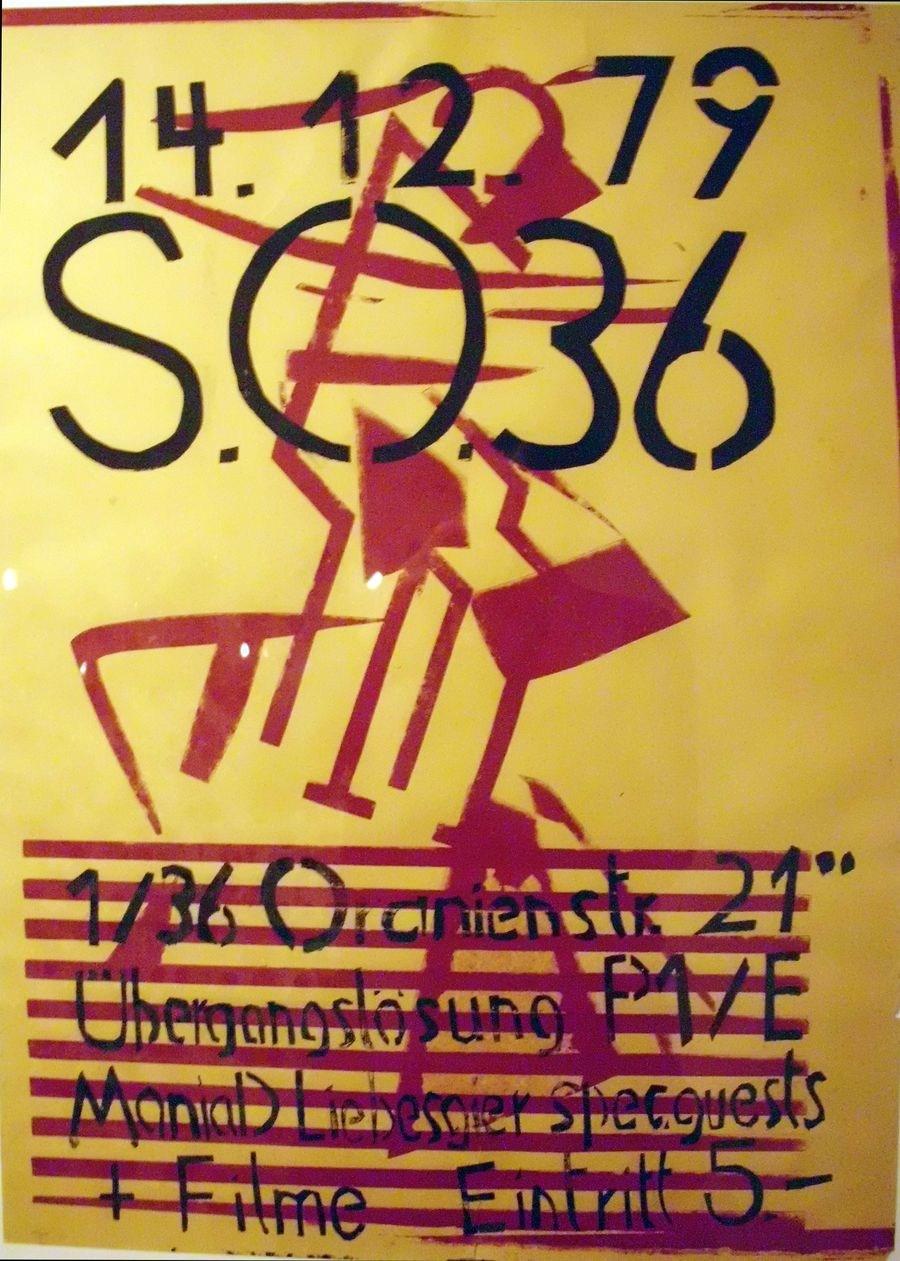
Konzertplakat von Dezember 1979

P1/E ist eine Berliner Band, die 1979 gegründet, 1981 aufgelöst und 2016 neu gegründet wurde. Gründungsmitglieder waren Michael Schäumer, Alexander Hacke, Michael Hirsch und Ute Droste. Hinzu kamen Thomas Voburka von Weltklang, Michael Voigt von Rainy Day Women, Eric Franke, Michael Jarick von Kosmonautentraum und Der moderne Man sowie zuletzt Marwan Youssef.

## Geschichte
Obwohl die Band in den frühen 1980er Jahren nur eine Single veröffentlichte, wurde sie mit diesem Track zur Kultband.
1980 erschien die 7’’-Single 49 Second Romance als eine der ersten selbst produzierten Singles in Berlin, aufgenommen im legendären Music Lab. Darauf folgten weitere Tracks auf dem Monogam-Sampler sowie auf Licht & Schatten, der das Konzert zur Einheit der Nation zusammenfasst.
Die Band war bekannt für legendäre Live-Auftritte, von denen einer in der Dokumentation So war das SO36 von Jörg Buttgereit und Manfred Jelinski festgehalten wurde. Die Liveaufnahme des Konzerts wurde 2005 auf Vinyl on Demand unter dem Titel Second Offender veröffentlicht. Ende 1981 löste sich die Band auf und die Mitglieder wechselten zu den Einstürzenden Neubauten, Exkurs und Tennis Boy Blues. 2015 steuerte die Band einen Song zur Wanderausstellung „Geniale Dilletanten“ des Goethe Instituts bei.
Die Songs der Band wurden in den folgenden Jahren unter anderem von Mark Reeder, den Human Puppets, Egoprisme, Powell und Hysteric bearbeitet oder gecovert.
2019 war P1/E wieder als Bandkollektiv aktiv.

## Diskografie

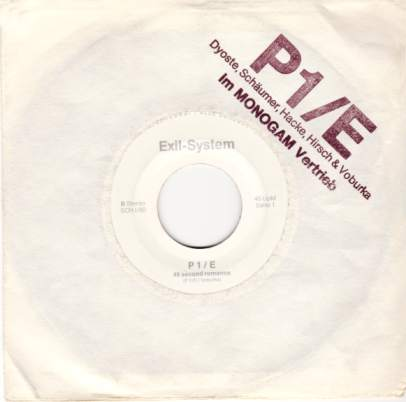
49 Second Romance, 7inch von Januar 1980

### Singles
- 1980: 49 Second Romance / Dependence (Exil System / Monogam Records)
- 2016: 49 Second Romance (Powell Remix) (Vinyl Factory)
- 2020: 49 Seconds in Cairo (Wild Youth Digital)

### Alben
- 2005: Second Offender (Vinyl on Demand)
- 2020: Cataract (Wild Youth Digital)
- 2022: 49 Second Romance (The Remixes) (Wild Youth Digital)

### Kompilationen (Auswahl)
- 1980: Up and Above – Monogam Sampler (Monogam Records)
- 1981: Dependence – Kalt wie Eis, Soundtrack (Reflektor)
- 1981: 49 Second Romance (Disco Mix) / Nice – Licht & Schatten (Wild Youth Records)
- 2005: 49 Second Romance (P1/E vs. Gruftreiter) – Exil System / Vinyl on Demand
- 2015: 49 Second Romance (Mark Reeder Reconstruction) – B-Music (Edel)
- 2016: 49 Second Romance (Weltklang Remix) – So Low, Vinyl Factory
- 2018: Up and Above / Dub – Kreaturen der Nacht (Strut Records / K7)

## Film
- 1981: Kalt Wie Eis,[8] Spielfilm mit Dave Balko. Regie: Carl Schenkel, 90 Minuten
- 1984: So war das S.O. 36, Dokumentation über das SO36 in den frühen 1980er Jahren, Regie von Manfred O. Jelinski und Jörg Buttgereit (Co-Regie), 90 Minuten.
- 2015: B-Movie: Lust & Sound in West-Berlin 1979–1989, Dokumentation mit Mark Reeder, Regie von Jörg A. Hoppe, Klaus Maeck, Heiko Lange und Alexander von Sturmfeder, 92 min

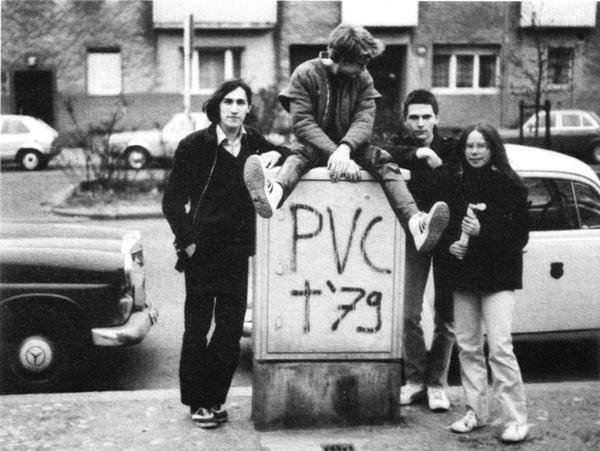
P1/E 1980 (von links: Schäumer, Hacke, Franke, Droste. Hirsch fehlt)